# 阿什莉·穆尔曼·帕西奥
阿什莉·穆尔曼·帕西奥（英語：Ashleigh Moolman Pasio，1985年12月9日—），南非女子自行车运动员，2014年英联邦运动会女子公路赛铜牌得主、2016年世界公路自行车锦标赛女子团体计时赛铜牌得主。